# Znachor (film 1937)
Znachor – polski film fabularny z 1937 roku. Adaptacja wydanej w tym samym roku powieści Tadeusza Dołęgi-Mostowicza pod tym samym tytułem. Znachor okazał się sukcesem kasowym w okresie międzywojennym. W 1938 roku nakręcono drugą część pod tytułem Profesor Wilczur, a w 1939 roku część trzecią Testament profesora Wilczura.
Za główny walor filmu uznano próbę poruszenia na ekranie problemu etyki lekarskiej oraz tytułową kreację doskonałego aktora teatralnego i filmowego Kazimierza Junoszy-Stępowskiego. W filmie tym zadebiutował młody aktor Włodzimierz Łoziński. 

## Treść

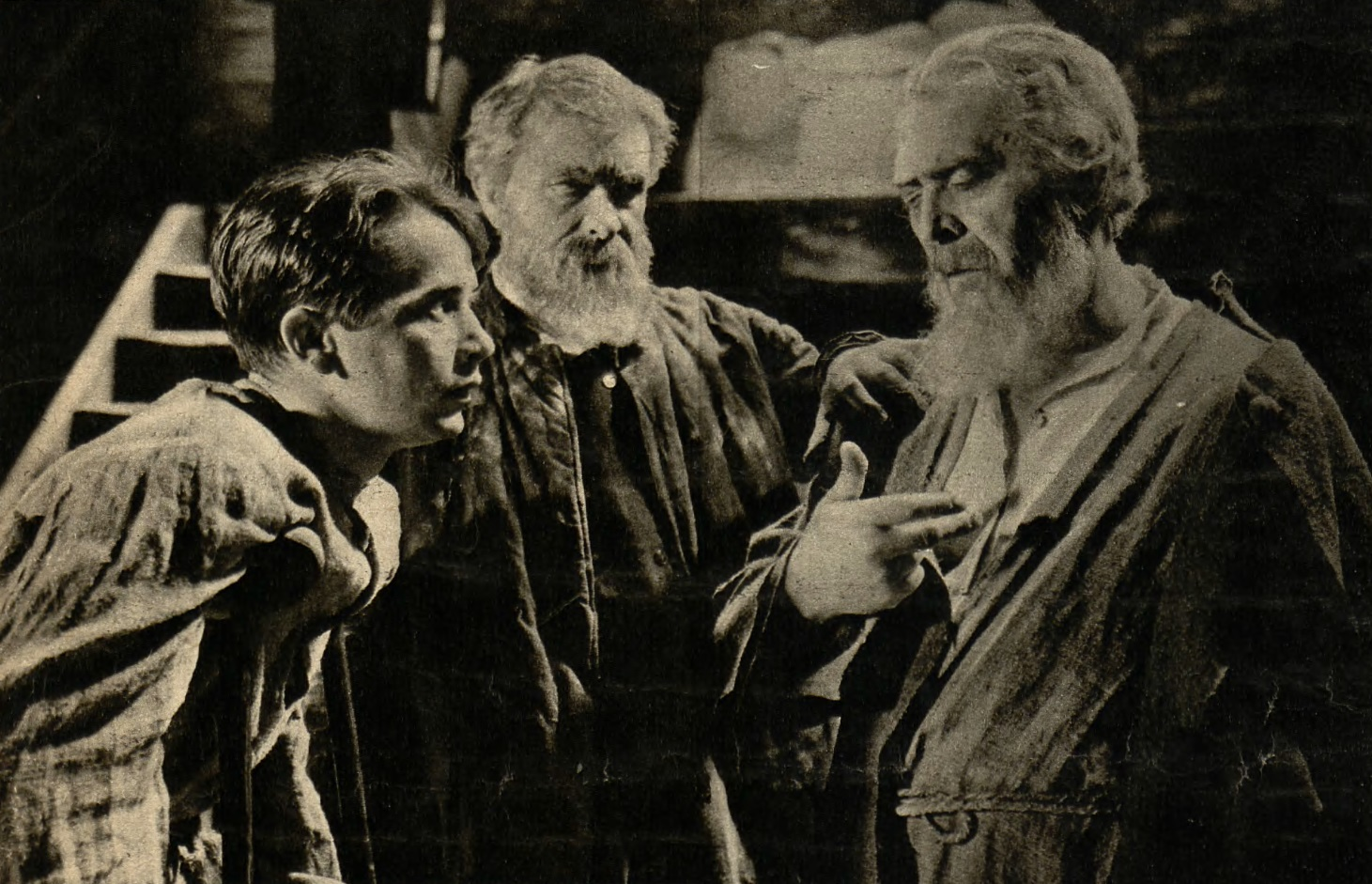
Kazimierz Junosza-Stępowski, Stanisław Grolicki i Włodzimierz Łoziński w scenie z filmu (źródło: Światowid 1/1939)

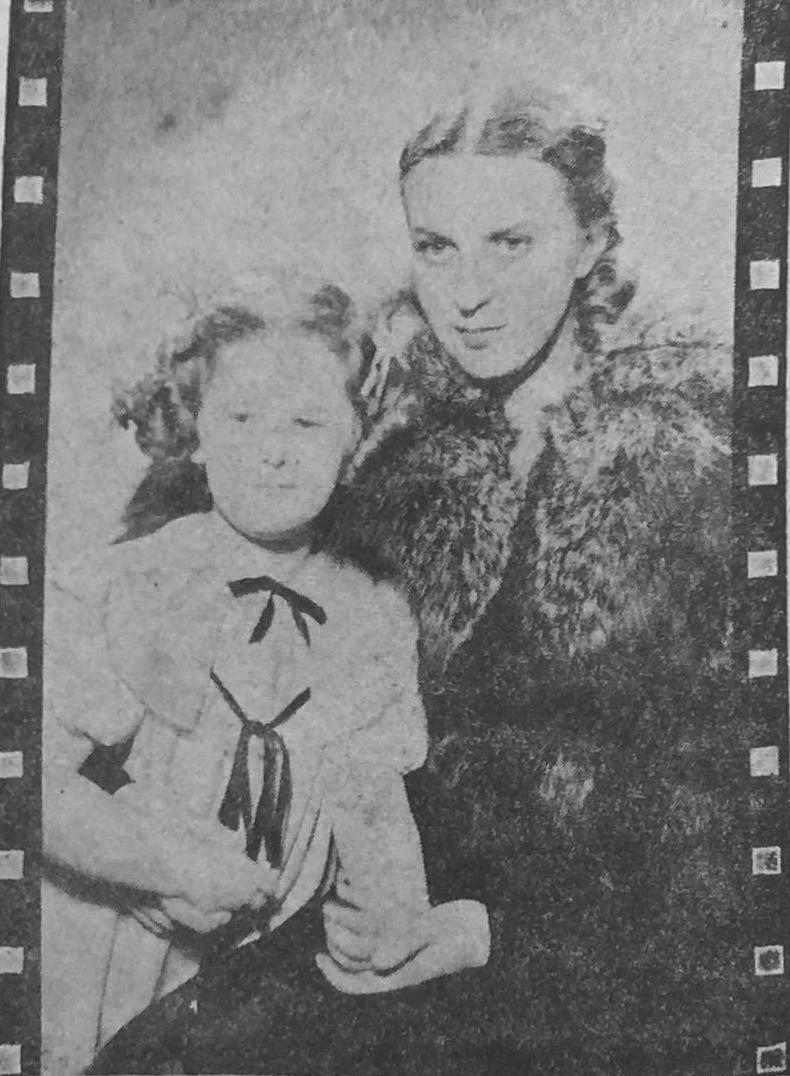
Elżbieta Barszczewska jako Beata. Kadr z filmu w przedwojennym wydaniu powieści.

Żona znanego chirurga, profesora Wilczura ucieka z kochankiem, zabierając ze sobą ich kilkuletnią córeczkę Marysię. Załamany doktor, włócząc się po mieście trafia do podrzędnego szynku, gdzie zostaje ograbiony i pobity, na skutek czego traci pamięć. Nie pamiętając, kim jest, po kilkunastu latach włóczęgi zamieszkuje na wsi u młynarza. Z czasem zyskuje sławę jako znakomity znachor.

## Obsada
- Kazimierz Junosza-Stępowski – profesor Rafał Wilczur / Antoni Kosiba
- Elżbieta Barszczewska – Beata, żona profesora Wilczura oraz Marysia Wilczurówna
- Witold Zacharewicz – Leszek Czyński
- Mieczysława Ćwiklińska – Szkopkowa
- Józef Węgrzyn – doktor Dobraniecki
- Wojciech Brydziński – ojciec Leszka
- Wanda Jarszewska – matka Leszka
- Romuald Gierasieński – bileter Franek
- Marian Wyrzykowski – leśniczy Janek, ukochany Beaty
- Stefan Hnydziński – Woydyłło
- Hanna Różańska – aptekarzowa
- Stanisław Grolicki – młynarz Prokop
- Włodzimierz Łoziński – Wasyl, syn Prokopa
- Helena Zarembina – Michalesia
- Tadeusz Frenkiel – doktor Pawlicki
- Helena Buczyńska – córka Prokopa
- Halina Marska – Olga, synowa Prokopa
- Jacek Woszczerowicz – Jemioł
- Michał Halicz – drab
- Ryszard Misiewicz – aptekarz
- Julian Krzewiński – prezes sądu apelacyjnego
- Józef Maliszewski – obrońca
- Artur Socha – prokurator
- Zygmunt Biesiadecki – włóczęga
- Tadeusz Mergel
- Mieczysław Borowy
- Irena Grywiczówna
- Eugeniusz Koszutski – wodzirej
- Jerzy Sulima-Jaszczołt
- Franciszek Dominiak
- Jerzy Rygier
- Stanisław Jaworski – nie występuje w czołówce
- Stanisław Woliński – parobek młynarza (nie występuje w czołówce)